# Arzenál svobody
Arzenál svobody (v anglickém originále The Arsenal of Freedom) je v pořadí dvacátá první epizoda první sezóny seriálu Star Trek: Nová generace.

## Příběh
USS Enterprise D se nachází u planety Minos. Posádka dostala za úkol pátrat po zmizelé lodi USS Drake, která byla naposledy v těchto místech. William Riker se zná s jejím kapitánem Paulem Ricem. Studovali spolu na Akademii. Svého kolegu Riker ohodnotil jako dobrodruha, který se v nebezpečných situacích chová agresivně. Dříve bylo Rikerovi nabídnuto velení na lodi Drake, zvolil si však post prvního důstojníka na Enterprise. Z neznámých důvodů zmizel z povrchu Minosu veškerý inteligentní život. Dat informuje ostatní, že Minosané byli známí jako obchodníci s vysoce vyvinutými zbraněmi. Na orbitě loď kontaktuje obchodník se zbraněmi, jedná se ale jen o nahrávku. Senzory na povrchu nenašly žádnou známku života, kromě rostlin a zvířectva. Po lodi Drake nejsou žádné stopy.
Riker sestaví výsadkový tým, jenž se transportuje na povrch. Spolu s Tashou a Datem procházejí džunglí. Dat si všimne, že došlo k přerušení komunikace s lodí. V jejich blízkosti dojde k prudkému nárůstu energie. Riker potká Riceho, jenž se chová podezřele. Trikordéry nehlásí žádné známky života, takže je jasné, že jde jen o projekci. Postava Riceho se náhle změní ve zbraň, která Rikera uvězní v energickém poli. Dat ho vysvobodí a vydedukuje, že hologram Riceho se objevil, aby od Rikera zjistil co nejvíce informací. Kapitán Jean-Luc Picard se spolu s doktorkou Crusherovou transportuje na povrch za výsadkem. Geordi La Forge přebírá velení na lodi. Opět dojde k nárůstu energie. Kapitána s doktorkou začne pronásledovat neznámý létající objekt. Oba se při útěku zřítí do hluboké jámy. Picard není zraněn, ale doktorka si zlomila ruku. Dat s Tashou zníčí další létající objekty a poté hledají kapitána s doktorkou. Dat si všímá, že nové létající zbraně jsou stále dokonalejší.
Také Geordi má potíže. Plánoval vzít celý výsadek na palubu, ale náhle se na orbitě objeví neznámá loď. Bez varování začne na Enterprise střílet. S aktivními štíty ale není transport možný. Worfovi se nedaří cizí loď identifikovat. Geordi má menší hádku s šéfinženýrem Loganem. Po zvážení se rozhoduje opustit výsadek a dá povel k ústupu. Po chvíli nařídí rozdělit loď a s bojovou sekcí se vrátit k Minosu. Loganovi předá velení nad talířovou částí. Deanna Troi Geordiho ujišťuje, že si jako velitel vede dobře. Loď je rozdělena a bojová sekce letí k planetě. Kapitán objeví v jámě ovládací panel a aktivuje jej. Objeví se znovu obchodník. Nabízí Picardovi ke koupi zbraně, jenž zaútočily na výsadek. Obchodník nevyhoví kapitánově žádosti o vypnutí systému, ujišťuje ho, že deaktivace není možná. Objeví se další létající zbraň. Kapitán před ní varuje výsadek, jenž mezitím jámu objevil. Dat seskočí do jámy, aby pomohl doktorce Crusherové. Zbraň útočí na Tashu a Rikera, phasery už nestačí na její zničení. Dat s kapitánem pak naleznou řešení jak systém deaktivovat: Musí nabízené zbraně koupit. Obchodník je s koupí spokojen a zmizí, spolu s ním i zbraň.
Komunikace s lodí se obnoví. Na bojovou sekcí ale stále útočí cizí loď. Geordi dá povel k letu do atmosféry. Štíty Enterprise klesají a teplota pláště kriticky stoupá. Cizí loď se také ponoří do atmosféry a Worfovi se podaří ji zaměřit. Pak ji Enterprise střelbou zničí. Transportují výsadek z planety zpět na palubu, doktorka Crusherová je ošetřena. Geordi opět předá kapitánovi velení a loď nastaví kurz směrem k talířové sekci.